# Houtaud
Houtaud – miejscowość i gmina we Francji, w regionie Burgundia-Franche-Comté, w departamencie Doubs.
Według danych na rok 1990 gminę zamieszkiwały 603 osoby, a gęstość zaludnienia wynosiła 76 osób/km² (wśród 1786 gmin Franche-Comté Houtaud plasuje się na 264. miejscu pod względem liczby ludności, natomiast pod względem powierzchni na miejscu 569.).